# PopCap Games
PopCap Games is een softwareontwikkelaar en uitgever van computerspellen in Seattle, Washington (Verenigde Staten). Veel spellen van PopCap Games kunnen gratis online gespeeld worden of gedownload worden om ze uit te proberen. Daarna kan een volledige versie van het spel aangeschaft worden. De spellen van PopCap Games zijn op veel platforms speelbaar, zoals pc, pda en mobiele telefoon.

## Geschiedenis
Het bedrijf werd in 2000 opgericht door John Vechey, Brian Fiete en Jason Kapalka. Het eerste spel van PopCap Games, Bejeweled, was een groot succes: in 2001 werd het benoemd tot Puzzle Game of the Year door Computer Gaming World en in 2002 werd het opgenomen in de Hall of Fame van Computer Gaming World.
Het bedrijf besloot Deluxe-versies te maken van de spellen. Deze versies van bezitten meer levels en mogelijkheden dan de versies die gratis online gespeeld kunnen worden. Deze Deluxe-versies zijn hierdoor iets duurder.
Op 30 augustus 2006 werd bekend dat spellen van PopCap ook beschikbaar zouden worden via Steam, een distributiesysteem van Valve Software Corporation.
PopCap Games werd in 2011 overgenomen door Electronic Arts.

## PopCap Developer Program
Het PopCap Developer Program was een manier waarmee PopCap onafhankelijke spelontwikkelaars de mogelijkheid wou bieden om een spel te ontwikkelen. Het had hiervoor het PopCap Games Framework gemaakt, een framework waarmee een spel ontwikkeld kon worden. Deze spellen konden vervolgens uitgebracht worden bij PopCap of bij een andere uitgever. Het framework kon onder de PopCap Games Framework License gebruikt worden. Deze licentie stond niet toe dat de naam PopCap gebruikt werd in de ontwikkelde spellen en dat men in de documentatie van het spel vermeldde dat men het PopCap Games Framework heeft gebruikt. Het PopCap Games Framework is niet meer beschikbaar en het PopCap Developer Program is beëindigd.

## Ontwikkelde games
Een aantal voorbeelden van ontwikkelde computerspellen:
- Bejeweled
- Bejeweled 2
- Bejeweled 3
- Bejeweled Blitz
- Bejeweled Twist
- Bookworm
- Bookworm Adventures
- Feeding Frenzy
- Peggle

- Peggle 2
- Peggle Nights
- Plants vs. Zombies
- Plants vs. Zombies Adventures
- Plants vs. Zombies: Garden Warfare
- Plants vs. Zombies: Garden Warfare 2
- Plants vs. Zombies 2: It's About Time
- Zuma